# ماسايا توميزاوا
ماسايا توميزاوا (باليابانية: 富澤 雅也) (14 يوليو 1993 في كاناغاوا في اليابان – )؛ هو لاعب كرة قدم كان يلعب كحارس مرمى.

## وصلات خارجية
- ماسايا توميزاوا على موقع رابطة كرة القدم اليابانية للمحترفين (اليابانية)
- ماسايا توميزاوا على موقع قاعدة بيانات كرة القدم.إي يو (الإنجليزية)
- ماسايا توميزاوا على موقع Soccerway.com (الإنجليزية)
- ماسايا توميزاوا على موقع عالم كرة القدم.نت (الإنجليزية)